# Utah Data Center

Het Utah Data Center

Het Utah Data Center, codenaam Bumblehive, is het grootste spionagecentrum van de Verenigde Staten en werd in september 2013 geopend in Bluffdale, Utah. Dit centrum is het eerste Comprehensive National Cybersecurity Initiative-datacentrum (CNCI) dat gebouwd werd ter ondersteuning van de United States Intelligence Community. Het centrum is gevestigd op een oude militaire basis. Bijna alle mogelijke elektronische gegevens, zoals e-mails, sms'jes en mobiele data van burgers worden er opgeslagen en geanalyseerd. Dit centrum is onderdeel van de National Security Agency (NSA). De NSA voert operaties in dit datacentrum uit. Het is private eigendom en wordt enkel gebruikt door de NSA. Er zijn tussen de 100 à 150 werknemers actief in het centrum.
Dit project zou rond de 1,5 à 2 miljard dollar gekost hebben. Het Utah Data Center zou er gekomen zijn om toekomstige aanvallen tegen de Verenigde Staten te verijdelen, wat in het verleden mislukte. Denk aan de aanslagen op 11 september 2001 of de bombardementen op Amerikaanse ambassades in Oost-Afrika. Met het nieuwe datacentrum zou opsporing van terroristische aanvallen veel vlotter moeten gaan. 
Sinds de onthullingen door klokkenluider Edward Snowden is het centrum een symbool geworden voor de macht van de veiligheidsdienst.

## Structuur

Plattegrond

Het gebouw is ongeveer 100.000 vierkante meter groot, de constructiewerken alleen al kostten 1,4 miljard dollar. Hier wordt de hardware die het complex zal vullen niet meegeteld. De effectieve hoeveelheid data die er opgeslagen kan worden is officieel geheim, maar experts zeggen dat de capaciteit groter zou zijn dan Googles grootste datacentrum. De NSA zou er exa- of zettabytes aan data kunnen opslaan. Ter vergelijking: dat zijn bijna 250 miljard dvd's of de helft van alle data die in 2011 wereldwijd werden gecreëerd of gekopieerd. Het Utah Data Center omvat vier grote datahallen, waarin noodgeneratoren zijn opgesteld. Ook is er een grote watertank van drie miljoen liter water opgesteld in het centrum. Deze tank zorgt voor de airconditioning, die instaat voor de koeling van de vele computers. Het centrum werd gebouwd met uitbreidingsmogelijkheden voor de toekomst.

## Problemen
Het Utah Data Center had vlak voor de oplevering last van elektrische storingen, die de apparatuur in het gebouw vernielden. Daardoor werd het gebruik van talrijke computers verhinderd in het datacentrum. De opening werd daardoor een jaar uitgesteld.